# Wahl zur Schura in Ägypten 2007

Sitzverteilung:
Nationaldemokratische Partei, 84 Sitze
National-Progressive Unionistische Partei, 1 Sitz
Unabhängige, 3 Sitze
durch den Präsidenten Ernannte, 44 Sitze

Die Wahl zum Schura-Rat, dem Oberhaus des ägyptischen Parlaments, fand in Ägypten am 11. Juni und am 18. Juni 2007 statt.
Von den insgesamt 264 Sitzen wurden 88 alle drei Jahre gewählt, 44 weitere wurden vom Präsidenten ernannt.
Es gab 587 Kandidaten für die 88 Sitze in 24 Provinzen. Die wichtigsten Parteien waren die Nationaldemokratische Partei (109 Kandidaten) und die verbotene islamistische Muslimbruderschaft (deren 19 Kandidaten als Unabhängige antraten – Präsident Husni Mubarak scheiterte in einem Versuch, 17 von ihnen zu disqualifizieren). Die Wahlen wurden von der Neuen Wafd-Partei und der Nasseristischen Partei boykottiert.
Ägyptische Medien berichteten, dass 11 der 88 Sitze unangefochten von der Nationaldemokratischen Partei gewonnen wurden. Insgesamt erhielt die NDP 70 Sitze in der ersten Runde der Wahl; ein Sitz ging an einen Unabhängigen und einer an die National-Progressive Unionistische Partei (gemeinhin bekannt als „Tadschammu“). Die Wahlbeteiligung betrug 23 Prozent. Von den 16 in der zweiten Runde bestimmten Sitzen erhielt die NDP 14 und Unabhängige zwei. Das Ergebnis war eine Gesamtsitzzahl von 84 für die NDP, drei für Unabhängige und einer für die Tadschammu.
Die Gewalt am Wahltag führte zum Tod eines Unterstützers der unabhängigen Kandidaten im Gouvernement Osten, nachdem mit Unterstützern der NDP gekämpft wurde.

## Ergebnisse
| Partei                                                                                          | Sitze | Sitze | Sitze |
| Partei                                                                                          | 1.    | 2.    | Σ     |
| ----------------------------------------------------------------------------------------------- | ----- | ----- | ----- |
| Nationaldemokratische Partei (Al'Hizb Al Watani Al Democrati)                                   | 70    | 14    | 84    |
| Unabhängige                                                                                     | 1     | 2     | 3     |
| National-Progressive Unionistische Partei (Hizb al Tagammo' al Watani al Taqadommi al Wahdwawi) | 1     | 0     | 1     |
| Gesamt                                                                                          | 72    | 16    | 88    |
| Die Wahl wurde von der Neuen Wafd-Partei und der Nasseristischen Partei boykottiert.            |       |       |       |